# Porte d’Arras (stacja metra)
Porte d’Arras – stacja metra w Lille, położona na linii 2. Znajduje się w Lille, w dzielnicy Moulins.
Została oficjalnie otwarta 1 kwietnia 1989.